# Dog Eat Dog (Pen-and-Paper-Rollenspiel)
Dog Eat Dog: A Game of Imperialism And Assimilation in the Pacific Islands ist ein Pen-and-Paper-Rollenspiel von Liam Liwanag Burke, das 2012 erschienen ist.

## Konzept
Dog Eat Dog behandelt die Kolonialisation einer fiktiven pazifischen Insel durch eine ebenso von den Spielern zu Beginn geschaffene Imperialmacht. Im Spiel werden die Spieler dazu zu Beginn in Ureinwohner (Natives) und die Besatzer (Occupation) aufgeteilt, wobei der reichste Spieler alleine die Besatzungsmacht spielt. Nach diesem Einstieg spielt die Gruppe Szenen aus dem neuen Leben unter der Besatzung. Die Besatzungsmacht ist dabei bei auftretenden Konflikten regeltechnisch klar im Vorteil und kann über weite Teile des Spiels Letztentscheidungen treffen.
So wird eine Ungleichheit geschaffen, die dazu führt, dass die Ureinwohner sich entscheiden müssen, ob sie sich an die Aufzeichnungen oder Regeln des gemeinsamen Umgangs (Record) halten und assimilieren oder sich auflehnen. Die Besatzungsmacht wird andererseits von den Spielregeln dazu motiviert sich möglichst viel in Szenen einzumischen. Die Handlung ist zusätzlich aufgrund eines Punktesystems darauf angelegt zu eskalieren. Das Spiel endet mit einer Entscheidung über die Zukunft der Insel und ihrer Bewohner.

## Hintergrund
Liam Liwanag Burke, der Autor von Dog Eat Dog, weist im Regelwerk ausdrücklich darauf hin, dass ihn sein biographischer Hintergrund dazu inspiriert hat, das Rollenspiel zu schreiben. Burke ist als Sohn irischer und philippinischer Eltern in Hawaii aufgewachsen und sowohl die Philippinen als auch Hawaii waren in moderner Geschichte durch die Vereinigten Staaten besetzt. Gleichwohl beansprucht Burke keine historische Authentizität für Dog Eat Dog, sondern meint das Spiel gebe einen Eindruck von der aktuellen Situation von Pazifische Insulanern.

## Auszeichnungen
Dog Eat Dog gewann 2012 Jahr den Indie RPG Award für Most Innovative Game, wurde im selben Jahr beim Indie RPG Award als Game of the Year nominiert und war 2013 für den Diana Jones Award nominiert.

## Publikationen
- Liam Liwanag Burke: Dog Eat Dog: A Game of Imperialism And Assimilation in the Pacific Islands. Liwanag Press, Oakland, Kalifornien 2012.
- Liam Liwanag Burke (Hrsg.): Asocena: A Supplement for Dog Eat Dog. Liwanag Press, Oakland, Kalifornien 2012.